# Ясмін Шнак
Ясмін Шнак (англ. Yasmin Schnack; нар. 4 травня 1988) — колишня американська тенісистка.
Найвищу одиночну позицію світового рейтингу — 371 місце досягла 30 квітня, 2012, парну — 140 місце — 11 червня, 2012 року.
Здобула 2 одиночні та 11 парних титулів туру ITF.

## Фінали ITF
| турніри $100,000 |
| турніри $75,000  |
| турніри $50,000  |
| турніри $25,000  |
| турніри $10,000  |

### Одиночний розряд: 4 (2–2)
| Результат | Ранг | Дата              | Турнір                    | Покриття | Суперниця         | Рахунок          |
| --------- | ---- | ----------------- | ------------------------- | -------- | ----------------- | ---------------- |
| Поразка   | 1.   | 26 вересня 2010   | ITF Масатлан, Мексика     | Тверде   | Назарі Урбіна     | 4–6, 3–6         |
| Перемога  | 1.   | 10 жовтня 2010    | ITF Мехіко                | Тверде   | Андреа Бенітес    | 6–3, 6–1         |
| Поразка   | 2.   | 14 листопада 2010 | ITF Маніла, Філіппіни     | Тверде   | Елоді Роґґ-Дітріх | 4–6, 0–6         |
| Перемога  | 2.   | 9 січня 2012      | ITF Сен-Мартен, Гваделупа | Тверде   | Амандін Есс       | 6–7(4), 6–2, 6–1 |

### Парний розряд: 17 (11–6)
| Результат | Ранг | Дата              | Турнір                  | Покриття | Партнерка       | Суперниці                            | Рахунок             |
| --------- | ---- | ----------------- | ----------------------- | -------- | --------------- | ------------------------------------ | ------------------- |
| Поразка   | 1.   | 19 липня 2009     | ITF Атланта, США        | Тверде   | Аманда Фінк     | Кейтлін Крістіан Ліндсі Нелсон       | 5–7, 6–7(2)         |
| Перемога  | 1.   | 20 липня 2009     | ITF Евансвілл, США      | Тверде   | Марія Санчес    | Кейтлін Крістіан Ліндсі Нелсон       | 4–6, 6–1, [10–4]    |
| Перемога  | 2.   | 19 вересня 2010   | ITF Реддінг, США        | Тверде   | Крістіна Фусано | Кім Ан Нґуєн Єлена Панджич           | 6–2, 3–6, [10–6]    |
| Перемога  | 3.   | 26 вересня 2010   | ITF Масатлан, Мексика   | Тверде   | Ваня Кінг       | Явна Аллен Моніка Невекловска        | 6–4, 3–6, [10–5]    |
| Перемога  | 4.   | 10 жовтня 2010    | ITF Мехіко              | Тверде   | Ваня Кінг       | Елізабет Ферріс Нікол Робінсон       | 6–7(2), 6–3, [10–7] |
| Поразка   | 2.   | 14 листопада 2010 | ITF Маніла, Філіппіни   | Тверде   | Ваня Кінг       | Пеангтарн Пліпич Луксіка Кумхум      | 4–6, 5–7            |
| Поразка   | 3.   | 15 січня 2011     | ITF Плантейшен, США     | Ґрунт    | Крістіна Фусано | Аша Ролле Машона Вашінгтон           | 4–6, 2–6            |
| Поразка   | 4.   | 28 травня 2011    | ITF Карсон, США         | Тверде   | Крістіна Фусано | Александра Мюллер Ейжа Мугаммад      | 2–6, 3–6            |
| Поразка   | 5.   | 6 червня 2011     | ITF Ель-Пасо, США       | Тверде   | Аманда Фінк     | Альона Сотникова К'яра Шоль          | 5–7, 6–4, [8–10]    |
| Перемога  | 5.   | 12 вересня 2011   | ITF Реддінг, США        | Тверде   | Марія Санчес    | Бріттані Огастін Вітні Джонс         | 7–6, 4–6, 6–2       |
| Поразка   | 6.   | 7 листопада 2011  | ITF Фінікс, США         | Тверде   | Марія Санчес    | Джеймі Гемптон Айла Том'янович       | 6–3, 3–6, 3–6       |
| Перемога  | 6.   | 16 січня 2012     | ITF Ле-Гозьє, Гваделупа | Тверде   | Вітні Джонс     | Керен Шломо Маргарита Лазарева       | 2–6, 6–4, [16–14]   |
| Перемога  | 7.   | 30 січня 2012     | ITF Ранчо-Санта-Фе, США | Тверде   | Марія Санчес    | Ірина Бурячок Єлизавета Янчук        | 7–6(4), 4–6, [10–8] |
| Перемога  | 8.   | 13 лютого 2012    | ITF Серпрайз, США       | Тверде   | Марія Санчес    | Міхаела Бузернеску Валерія Соловйова | 6–4, 6–3            |
| Перемога  | 9.   | 23 квітня 2012    | ITF Шарлотсвілл, США    | Ґрунт    | Марія Санчес    | Юлія Глушко Олена Бовіна             | 6–2, 6–2            |
| Перемога  | 10.  | 3 червня 2012     | ITF Сакраменто, США     | Тверде   | Ейжа Мугаммад   | Кейтлін Крістіан Марія Санчес        | 6–3, 7–6(4)         |
| Перемога  | 11.  | 23 вересня 2012   | ITF Альбукерке, США     | Тверде   | Ейжа Мугаммад   | Ірина Фалконі Марія Санчес           | 6–2, 1–6, [12–10]   |